# Cambronne-lès-Ribécourt
Cambronne-lès-Ribécourt är en kommun i departementet Oise i regionen Hauts-de-France i norra Frankrike. Kommunen ligger i kantonen Ribécourt-Dreslincourt som tillhör arrondissementet Compiègne. År 2022 hade Cambronne-lès-Ribécourt 1 875 invånare.

## Befolkningsutveckling
Antalet invånare i kommunen Cambronne-lès-Ribécourt
| Referens: INSEE |